# James Stewart, 1. Lord Doune
James Stewart, 1. Lord Doune (* um 1529; † 20. Juli 1590) war ein schottischer Adliger.
Er entstammte einer Nebenlinie des Hauses Stewart. Er war der Sohn und Erbe des James Stewart of Beath aus dessen Ehe mit Margaret Lindsay, Tochter des John Lindsay, 3. Lord Lindsay.
1560 reiste er als schottischer Botschafter nach Frankreich. 1565 wurde er zum Ritter geschlagen. Er war Verwalter (Commendator) der Abtei von Saint Colme’s Inch in Fifeshire und Constable von Doune Castle in Perthshire.
König Jakob VI. erhob ihn mit Urkunde vom 24. November 1581 zum Lord Doune. Die Verleihung enthielt zunächst die Erbregelung, dass der Titel an männliche Erben (heirs male whatsoever) übergeben könne, mit Urkunde vom 6. Januar 1588 wurde die Erbregelung dahingehend eingeschränkt, dass der Titel nur an männliche Erben übergehen dürfe, die Namen und Wappen der Familie Stewart führen. Letztere Urkunde wurde am 5. Juni 1592 vom Parlament bestätigt.
Er wurde in den schottischen Kronrat (Privy Council) aufgenommen, hatte 1584 das Amt des Collector-General of the Revenues, 1584 bis 1856 das Amt eines Laienrichters (Extraordinary Lord of Session) am Court of Session, sowie 1592 das Amt eines Commissioner of Justiciary inne.
Am 11. Januar 1564 hatte er Lady Margaret Campbell († 1572), Tochter des Archibald Campbell, 4. Earl of Argyll geheiratet. Mit ihr hatte er acht Kinder:
- James Stewart, 2. Lord Doune († 1592), de iure uxoris 2. Earl of Moray, ⚭ 1581 Elizabeth Stewart, 2. Countess of Moray;
- Henry Stewart, 1. Lord St. Colme († 1612) ⚭ 1603 Lady Jean Stewart, Tochter des John Stewart, 5. Earl of Atholl;
- Archibald Stewart († nach 1579);
- John Stewart († 1609), wegen Mordes an John Gibb hingerichtet;
- Alexander Stewart;
- Mary Stewart ⚭ 1581 Sir John Wemyss of Wemyss († um 1621);
- Margaret Stewart († jung);
- Jean Stewart († 1622) ⚭ 1596 Simon Fraser, 6. Lord Lovat.

Als er 1590 starb, erbte sein ältester Sohn James seinen Adelstitel.